# Tonstich

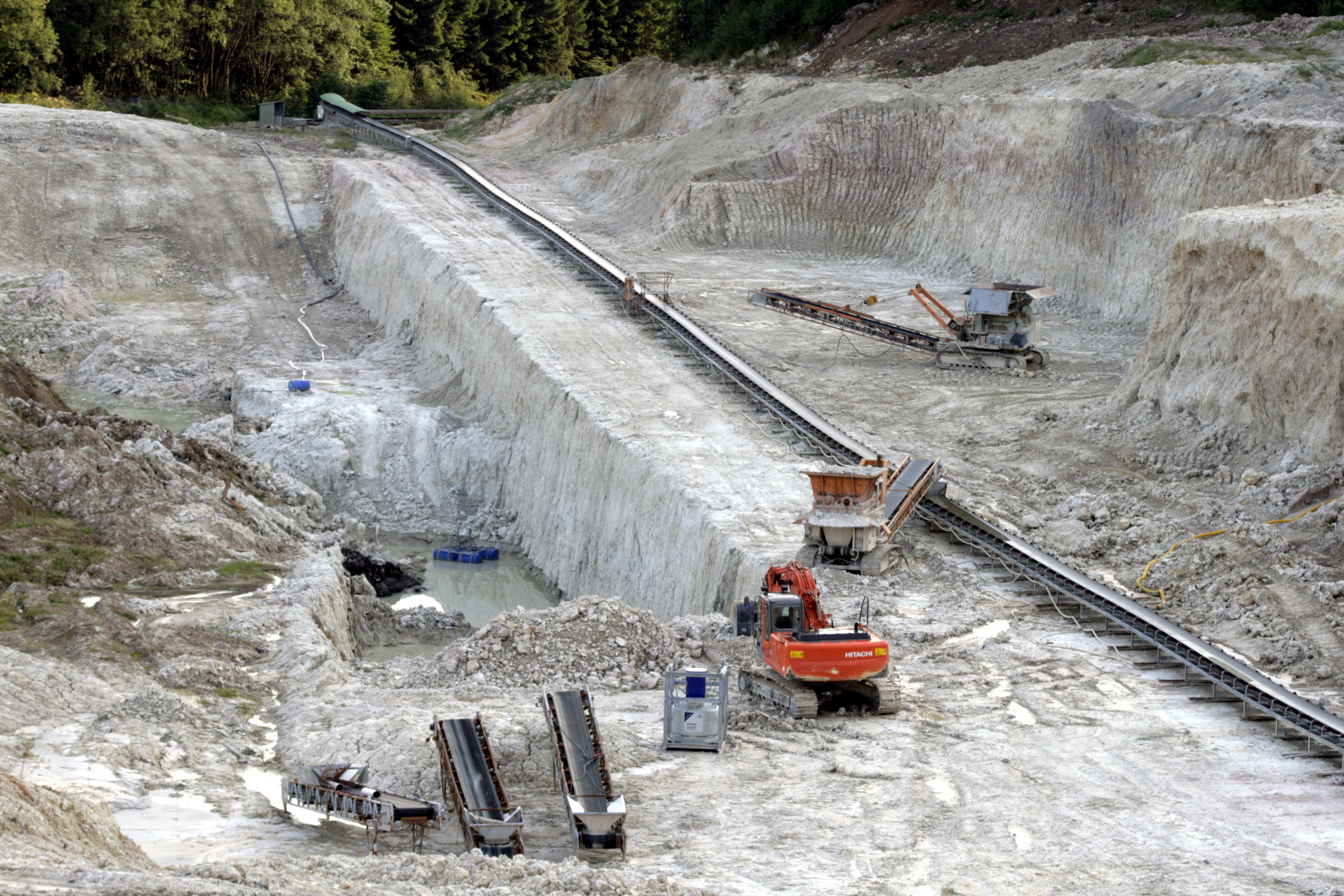
Tongrube bei Mengerskirchen im Westerwald. Die weißen Tone aus dem Tertiär werden hier mit normalen Hydraulikbaggern und Eimerkettenbaggern abgebaut.

Als Tonstich oder Tongrube werden Tagebaue bezeichnet, in denen Tonerde, in der Regel zur Gewinnung von Rohstoffen für die keramische und Baustoffindustrie, abgebaut wird.
Der Begriff Tonstich stammt aus der Zeit, als der Ton in Handarbeit mit dem Spaten abgestochen wurde. Erst ab Ende des 19. Jahrhunderts wurde der Tonabbau unter Einsatz verschiedener Baggertypen zunehmend mechanisiert.
Aufgrund der wasserstauenden Eigenschaften des Tons müssen die Abbaue mit Pumpen trocken gehalten werden, da Niederschlagswasser oder Grundwasser aus in den Tonschichten eingeschalteten oberflächennahen Grundwasserleitern an der Sohle einer Tongrube nicht versickert, sondern stehen bleibt. In stillgelegten (aufgelassenen) Tongruben entstehen daher rasch künstliche Teiche und Seen, wie unter anderem in der Tonstichlandschaft um Zehdenick im Landkreis Oberhavel im deutschen Bundesland Brandenburg.